# Języki Republiki Środkowoafrykańskiej
Oficjalnymi językami Republiki Środkowoafrykańskiej są francuski i sango. Ludność Republiki Środkowoafrykańskiej posługuje się jednak ok. 120 językami.
Francuski jest językiem pisanym, używanym jako język urzędowy. W 2005 r. 22,5% populacji potrafiło mówić po francusku.
Językiem sango mówi 350 tys. obywateli RŚA. Sango stało się lingua franca terytorium RŚA. W 1963 r. sango ogłoszono językiem narodowym, zaś od 1991 r., obok francuskiego, jest językiem urzędowym. Obecnie 92% ludności mówi językiem sango. Język ten jest mową ojczystą dla prawie wszystkich rodzących się w Bangi dzieci.
Prawie wszystkie języki używane przez mieszkańców RŚA należą do grupy języków ubangi. Na samym południu ludność używa języków z grupy bantu (na granicy z Kongiem), zaś na północy języków z grupy bongo-bagirmi (w pobliżu granicy z Czadem). Niewielka grupa ludności używa języków luo i runga.
Edukacja dla osób niesłyszących prowadzona jest przy użyciu amerykańskiego języka migowego, wprowadzonego przez amerykańskiego misjonarza Andrew Fostera (zmarł w Rwandzie w 1987).